# 東海大学附属高級中等学校
財団法人東海大学附属高級中等学校（とうかいだいがくふぞくこうきゅうちゅうとうがっこう、繁体字中国語: 東海大學附屬高級中等學校）は、台中市西屯区にある東海大学附属の私立高級中学。略称は東大附中。

## 歴史
1955年の東海大学設立当初、教職員の子供の教育環境が不足していたことから、付属中学の設置が決定された。ただし当時の教育法令の規定では、私立大学には附属中学の設置が認められていなかった。そのため東海大学とは別団体扱いとし、1958年12月27日に台中市私立懐恩初級中学として設立した。東海大学がミッション系大学であり、また教職員の子供にもキリスト教徒が多かったことから、「懐恩」と命名された。
1985年5月7日、九年国民義務教育に関する法改正に伴い、台中市私立懐恩国民中学と改制。2000年4月13日、高中部を増置し、台中市私立懐恩高級中学と改制。これにより懐恩高級中学は、高中部と国中部の2部制となった。2002年1月11日、私立大学にも附属中学の設置が可能となったことから、東海大学の附属学校に改制し、私立東海大学附属高級中学となった。
2008年2月27日、中華民国教育部への申請を通過し、私立東海大学附属実験高級中学と改制。2010年、学生宿舎が落成。2011年、東大附小と合併の上、高中部、国中部、小学部、幼稚園の体制に改めた。2017年8月1日、校名を財団法人東海大学附属高級中等学校に改称。

## 歴代校長
- 徐蕙英（1958年–1960年）
- 田振聲（1961年–1997年7月）
- 温水柳（1999年–2006年）
- 張玉成（2006年–2010年8月）
- 陳世佳（2010年9月–2011年8月）
- 葉麗君（2011年8月–2012年7月）
- 陳世佳（2012年7月–2013年7月）
- 鍾興能：（2013年8月–）

## 特色
- 一貫教育 - 台湾で唯一、幼稚園、小学部、国中部、高中部を有しており、その後も大学から研究機関までを完全に備えている[2]。
- 英語教育の重視 - 全ての学生を対象とした英会話カリキュラムが組まれており、朗読大会を毎年開催している。東海大学と提携しているプリンストン大学から毎年3名の外国人卒業生を教師として派遣してもらっている。
- カジュアルデー - 毎週水曜日を、自由な服装の着用を認めるカジュアルデーとしている。